# Jaroslav Kyzlink
Jaroslav Kyzlink (* 21. ledna 1973 Brno) je český dirigent, který v sezóně 2012/2013 a 2013/2014 působil jako šéfdirigent opery Národního divadla v Praze. Od sezony 2016/2017 je hudebním ředitelem Opery Národního divadla.

## Život
Pochází z Brna, kde vyrůstal obklopen hudbou již od útlého dětství (dědeček Bohumír Štědroň byl hudebním vědcem). V Brně se ještě za studií stal sbormistrem Brněnského Akademického sboru, který se pod jeho vedením stal laureátem mnoha evropských soutěží, např. Spittal an der Drau 1994, Tolosa 1995, Gorizia 1996, mezinárodního soutěžního festivalu „Chorus Camera 1996“ Rychnov nad Kněžnou. Během intenzivní práce se sborem vystudoval dirigování sboru (1996) na Hudební fakultě Janáčkovy akademie múzických umění.

## Působení v České a Slovenské republice
Od roku 1992 působil v brněnské opeře: nejprve jako sbormistr, od roku 1996 jako dirigent, v letech 2001–2003 stál v čele souboru jako šéfdirigent a umělecký šéf. Brněnský soubor řídil na festivalech doma i v zahraničí, dvakrát při úspěšných turné po Japonsku (2001, 2003).
Od roku 1999 působil jako hostující dirigent ve Státní opeře Praha, od roku 2002 pravidelně hostoval také v Opeře Národního divadla v Praze. V tomto období navázal také spolupráci s Operou Slovenského národního divadla v Bratislavě, kde působil v letech 2004–2006 jako šéfdirigent.

## Koncertní činnost
Pravidelně spolupracuje s předními českými a slovenskými symfonickými i komorními orchestry, je znám z mnoha projektů na koncertních pódiích a festivalů v České republice, ale také v dalších evropských zemích a Japonsku. Je zván jako porotce dirigentských a vokálních soutěží, od roku 2006 jako pedagog externě spolupracuje s Hudební fakultou VŠMU v Bratislavě.

## Operní repertoár
Na repertoáru má více než 30 operních titulů. Se souborem Janáčkovy opery nastudoval řadu inscenací, pro Mezinárodní festival Janáček Brno připravil světovou premiéru původní verze Janáčkovy opery Výlet pana Broučka do Měsíce (2010).
V témže roce dirigoval první uvedení opery E. W. Korngolda Mrtvé město v dánské Národní opeře, nastudováním Smetanovy Hubičky se vrátil na Wexford Opera Festival (Irsko). V roce 2011 nastudoval a dirigoval série představení Dvořákovy Rusalky v Bonnu a na podzim v New National Theatre Tokyo. V roce 2012 připravil novou inscenaci Rusalky pro brněnské Národní divadlo a pro Slovenské Národní Divadlo v Bratislavě Janáčkovu Její pastorkyni, v roce 2013 provedl hudební nastudování Verdiho Sicilských nešporů v brněnském Národním divadle a Dona Carla v Národním divadle v Praze. V roce 2019 hudebně nastudoval a dirigoval v pražském Národním divadle operu Bedřicha Smetany Dalibor.

## Ocenění
- 2018 Pamětní medaile Nadace Leoše Janáčka za trvalou a mimořádnou interpretaci díla Leoše Janáčka na českých i zahraničních jevištích a koncertních pódiích.[3]